# Filòscids
Els filòscids (Philosciidae) són una família de crustacis isòpodes terrestres. Es troben en quasi qualsevol lloc de la Terra, amb la major part d'espècies a Amèrica subtropical, Àfrica, i Oceania, i només uns pocs a l'Holàrtic.

## Gèneres
Esta és una llista completa dels gèneres descrits fins a finals de 2001.
- Abebaioscia Vandel, 1974 - Cova Panniki, Plana de Nullarbor, sud d'Austràlia (1 espècie)
- Adeloscia Vandel, 1977 - Nova Zelanda (1 espècie)
- Alboscia Schultz, 1995 - Paraguai, sud del Brasil (3 espècies)
- Anaphiloscia Racovitza, 1907 - nord-est Mediterrani (2 espècies)
- Anchiphiloscia Stebbing, 1908 - est d'Àfrica, Madagascar, illes Andaman, arxipèlag Chagos (18 espècies)
- Andenoniscus Verhoeff, 1941 - Perú, Panamà (2 espècies)
- Andricophiloscia Vandel, 1973 - est de Nova Guinea (1 espècie)
- Androdeloscia Leistikow, 1999 - Amèrica Tropical (17 espècies)
- Aphiloscia Budde-Lund, 1908 - est, sud d'Àfrica, Madagascar, illes occidentals oceà Índic (19 espècies)
- Araucoscia Verhoeff, 1939 - Xile: illa Calbuco (1 espècie)
- Arcangeloscia Taiti & Ferrara, 1980 - Camerun, Congo, Malaui (7 espècies)
- Archaeoscia Vandel, 1973 - Cuba (1 espècie)
- Ashtonia Vandel, 1974 - Austràlia (1 espècie)
- Atlantoscia Ferrara & Taiti, 1981 - illa Ascensión, Florida, Brasil, Argentina, Santa Helena (2 espècies)
- Australophiloscia Green, 1990 - Austràlia, Hawaii, Tonga, illes Nomuka Iki (3 espècies)
- Baconaoscia Vandel, 1981 - Cuba (1 espècie)
- Barnardoscia Taiti & Ferrara, 1982 - Sud-àfrica (2 espècies)
- Benthana Budde-Lund - Brasil, Paraguai (15 espècies)
- Benthanoides Lemos de Castro, 1958 - Perú, Xile (3 espècies)
- Benthanops Barnard, 1932 - Sud-àfrica (1 espècie)
- Benthanoscia Lemos de Castro, 1958 - Brasil (1 espècie)
- Burmoniscus Collinge, 1914 - Sri Lanka, Nepal, Burma, Xina, Corea, Taiwan, Indonèsia, Camerun, Santo Tomé, Moçambic, Somàlia, illes del Pacífic (65 espècies)
- Caraiboscia Vandel, 1968 - illes Galápagos, Veneçuela (2 espècies)
- Chaetophiloscia Verhoeff, 1908 - Mediterrani (9 a 20 espècies)
- Colombophiloscia Vandel, 1981 - Cuba (3 espècies)
- Congophiloscia Arcangeli, 1950 - Guinea Bissau, Camerun, Angola, illa Annobón (4 espècies)
- Ctenoscia Verhoeff, 1928 - Mediterrani occidental (2 espècies)
- Cubanophiloscia Vandel, 1973 - Cuba (1 espècie)
- Dekanoscia Verhoeff, 1936 - Índia, cave (1 espècie)
- Didima Budde-Lund - Madagascar (1 espècie)
- Ecuadoroniscus Vandel, 1968 - Equador (1 espècie)
- Erophiloscia Vandel, 1972 - Colòmbia, Equador (4 espècies)
- Eurygastor Green, 1990 - Austràlia (2 espècies)
- Floridoscia Schultz & Johnson, 1984 - sud de Florida (1 espècie)
- Gabunoscia Schmalfuss & Ferrara, 1978 - Gabon (1 espècie)
- Halophiloscia Verhoff, 1908 - Mediterrani, Crimea, Bermuda, illes Canàries, EUA, Argentina (6 o 7 espècies)
- Hawaiioscia Schultz, 1973 - Hawaii (1 espècie)
- Heroldia Verhoeff, 1926 - Nova Caledònia (6 especies)
- Hoctunus Mulaik, 1960 - Mèxic (1 espècie)
- Huntonia Vandel, 1973 - Austràlia (1 espècie)
- Isabelloscia Vandel, 1973 - Arxipèlag Salomó (illes Salomó) (1 espècie)
- Ischioscia Verhoeff, 1928 - Amèrica del Sud (12 especies)
- Javanoscia Schultz, 1985 - Java (1 espècie)
- Jimenezia Vandel, 1973 - Cuba (1 espècie)
- Laevophiloscia Wahrberg, 1922 - Austràlia Occidental (9 especies)
- Leonoscia Ferrara & Schmalfuss, 1985 - Sierra Leone (1 espècie)
- Lepidoniscus Verhoeff, 1908 - Alemanya, Suïssa, Àustria, nord d'Itàlia, República Txeca, Eslovàquia, Iugoslàvia (4 especies)
- Leucophiloscia Vandel, 1973 - Nova Guinea (1 espècie)
- Loboscia Schmidt, 1998 - Malàisia (1 espècie)
- Metaprosekia Leistikow, 2000 - Veneçuela (1 espècie)
- Metriogaster Vandel, 1974 - Austràlia (1 espècie)
- Microphiloscia Vandel, 1973 - Cuba (1 espècie)
- Mirtana Leistikow, 1997 - Costa Rica (1 espècie)
- Nahia Budde-Lund - Sud-àfrica (1 espècie)
- Nataloniscus Ferrara & Taiti, 1985 - Sud-àfrica (1 espècie)
- Nesoniscus Verhoeff, 1926 - N. Caledònia (2 espècies)
- Nesophiloscia Vandel, 1968 - Galápagos (1 espècie)
- Okeaninoscia Vandel, 1977 - Arxipèlag Kermadec (1 espècie)
- Oniscomorphus Jackson, 1938 - Rapa Nui (1 espècie)
- Oniscophiloscia Wahrberg, 1922 - Arxipèlag Juan Fernández i costes adjacents de Xile (4 espècies)
- Oreades Vandel, 1968 - Equador (1 espècie)
- Oroscia Verhoeff, 1926 - N. Caledònia (2 especies)
- Palaioscia Vandel, 1973 - N. Guinea (1 espècie)
- Papuaphiloscia Vandel, 1970 - Arxipèlag Bismarck, Xina, Guadalcanal, Hawaii, Nova Guinea, Japó, Nova Zelanda (11 espècies)
- Parachaetophiloscia Cruz & Dalens, 1990 - estat espanyol (1 espècie)
- Paraguascia Schultz, 1995 - Paraguai (1 espècie)
- Parapacroscia Vandel, 1981 - Cuba (1 espècie)
- Paraphiloscia Stebbing, 1900 - Salomó, Samoa, Nova Guinea (9 espècies)
- Parischioscia Lemos de Castro, 1967 - Guinea (1 espècie)
- Pentoniscus Richardson, 1913 - Costa Rica (4 espècies)
- Perinetia Barnard, 1958 - Madagascar (1 espècie)
- Philoscia Latreille, 1804 - Europa, Mediterrani (ca. 10 espècies)
- Philoscina Ferrara & Taiti, 1985 - Sud-àfrica (3 espècies)
- Platyburmoniscus Schmidt, 2000 - Sri Lanka (1 espècie)
- Platycytoniscus Herold, 1931 - Flores, Indonèsia (2 espècies)
- Pleopodoscia Verhoeff, 1942 - Est d'Àfrica (6 espècies)
- Plumasicola Vandel, 1981 - Cuba (1 espècie)
- Plymophiloscia Wahrberg, 1922 - Austràlia, Tasmània (8 espècies)
- Portoricoscia Leistikow, 1999 - Puerto Rico (1 espècie)
- Prosekia Leistikow, 2001 - Veneçuela (1 espècie)
- Pseudophiloscia Budde-Lund - Xile (3 espècies)
- Pseudosetaphora Ferrara & Taiti, 1986 - Seychelles (1 espècie)
- Pseudotyphloscia Verhoeff, 1928 - Cèlebes, oest de Java, Taiwan (1 espècie)
- Puteoscia Vandel, 1981 - Cuba (1 espècie)
- Quintanoscia Leistikow, 2000 - Mèxic (1 espècie)
- Rostrophiloscia Arcangeli, 1932 - Dominica (1 espècie)
- Sechelloscia Ferrara & Taiti, 1983 - Seychelles (1 espècie)
- Serendibia Manicastri & Taiti, 1987 - Sri Lanka (1 espècie)
- Sinhaloscia Manicastri & Taiti, 1987 - Sri Lanka (1 espècie)
- Stenophiloscia Verhoeff, 1908 - Dalmàcia, Grècia, Itàlia (6 espècies)
- Stephenoscia Vandel, 1977 - Nova Zelanda (1 espècie)
- Sulesoscia Vandel, 1973 - Cuba (1 espècie)
- Tenebrioscia Schultz, 1985 - Java (1 espècie)
- Thomasoniscus Vandel, 1981 - Cuba (1 espècie)
- Tiroloscia Verhoeff, 1926 - Itàlia, estat espanyol (9 espècies)
- Togoscia Ferrara & Schmalfuss, 1985 - Togo (1 espècie)
- Tongoscia Dalens, 1988 - Tonga (1 espècie)
- Trichophiloscia Arcangeli, 1950 - Sardenya (1 espècie)
- Troglophiloscia Brian, 1929 - Cuba, Mèxic, Belize (3 espècies)
- Tropicana Manicastri & Taiti, 1987 - Hawaii, Sri Lanka, illes Comoro, Camerun (1 espècie)
- Tropiscia Vandel, 1973 - Equador (1 espècie)
- Vandelophiloscia Schmalfuss & Ferrara, 1978 - Costa d'Ivori (1 espècie)
- Verhoeffiella Vandel, 1970 - Nova Caledònia (1 espècie)
- Wahrbergia Verhoeff, 1926 - Nova Caledònia (1 espècie)
- Xiphoniscus Vandel, 1968 - Equador (1 espècie)
- Zebrascia Verhoeff, 1942 - Costa d'Ivori, Bioko, Camerun (2 espècies)